# Oxytropis qamdoensis
Oxytropis qamdoensis är en ärtväxtart som beskrevs av X.Y.Zhu, Y.F.Du och Hiroyoshi Ohashi. Oxytropis qamdoensis ingår i släktet klovedlar, och familjen ärtväxter. Inga underarter finns listade i Catalogue of Life.